# 佐久奈度神社
佐久奈度神社（さくなどじんじゃ）は、滋賀県大津市大石中町に鎮座する神社である。式内社（名神大社）で、旧社格は県社。

## 祭神
祓戸大神と総称される以下の4柱を祀る。
- 瀬織津姫命
- 速秋津姫命
- 気吹戸主命
- 速佐須良姫命

祓い浄めを始め、武運長久・家内安全の神徳を有すとされる。

## 神紋
- 心櫻十六菊

## 歴史
天智天皇8年（669年）勅願により、中臣金が祓戸の神を祀ったのが創始である。以来、七瀬の祓い所の一つとして重んぜられ、仁寿元年（851年）名神に列し、貞観元年（859年）には従五位上の神階を賜り、名神大社として延喜の制に定められるなど当地方の名社であった。
大石良勝が武運長久・息災延命を祈願して奉納した絵馬の「板絵著色武者騎馬像」が大津市指定文化財として残されている。
境内から1 km南にある御旅所社殿は鎌倉時代からあった旧社殿を建て替える際に、その部材を用いて建立されたものである。
明治9年（1876年）に村社に列格し、同41年神饌幣帛料供進社の指定を受け、大正10年（1921年）には県社に昇格した。昭和39年（1964年）に
天ケ瀬ダムの建設に伴い東寄りの低地から現在地に移った。

## 祭事
- 4月16日 例祭
- 7月31日 御手洗祭

## 境内社
- 焼鎌神社
- 敏鎌神社
- 稲荷神社
- 八幡神社
- 橋守社

## 交通アクセス
- 京阪バス大石小学校前で下車、徒歩約5分[3]